# Коренно население на северноамериканското Северозападно плато
Коренното население на северноамериканското Северозападно плато, също и Коренното население на Платото или Индианците от Северозападното плато, или Индианците от платото е географска и етнографска класификация на индианското население, което обитава Колумбийското плато в Северна Америка и споделя сходни бит, обичаи и култура.

## Територия
Границите на културната област на платото обхващат територии от Западна Монтана, Северно Айдахо, Източен Вашингтон, Източен Орегон, малка част от Североизточна Калифорния и Южна и Централна Британска Колумбия. Основни етнически групи, които живеят в тази област са: вътрешните салиши, сахаптинските народи, някои чинукски народи и няколко отделни племена, говорещи езици изолати.
Географски регионът на платото се дефинира от две големи речни системи – Фрейзър и Колумбия. В климатично отношение това е земя на крайности. На север падат повече дъждове отколкото на юг и тук районът е силно залесен. През лятото температурите достигат рекордни градуси, а през зимата земята се сковава от почти арктически студ.

## Култура
Регионът е заселен най-малко от преди 10 000 години. Културната и езикова приемственост датират поне от няколко хиляди години.
Характерна черта на народите от платото е зависимостта им от рибата (главно сьомгата) и от корените камас, и от горските плодове. Други характерни неща, които ги отличават от останалото индианско население на континента е типа жилища, които са построени от пръти, с островърхи покриви покрити с кора и наполовина вкопани в земята. Производството на голямо разнообразие от кошници с различно предназначение, индивидуалните взаимоотношения с духовете – пазители и нежеланието им да воюват.
Въпреки че сьомгата е основна храна, хората допълват диетата си със събирането на различни растителни храни, луковици, семена и ядки. Ловът предоставя допълнителна храна. В зависимост от местоположението хората ловуват елени, лосове, антилопи, диви овце, зайци, катерици и други животни. Повечето групи следват редовно годишният цикъл, за да си набавят храна според сезона. Целта е както да посрещнат непосредствените си нужди, така и да се съхрани излишък за през зимата, а и за търговия. Индианците от платото са част от огромна регионална търговска мрежа. Най-голям и най-важен търговски център е Дейлс на Селило Фолс. През 18 и 19 век идването на коня превръща много от групите в ловци на бизони и бойци.
Постоянните им зимни села са разположени обикновено на някоя река и са заети понякога през цялата година, въпреки че частично са демонтирани, за да се използват материалите за направата на колиби през лятото. Зимните домове обикновено са вкопани на около 1,5 м в земята, изградени от пръти, с островърхи покриви покрити с кора или треви, рогозки и папур. Стените над земята също са затворени с парчета кора. В района на река Томпсън зимните домове са с пирамидална форма на покрива и побират между 15 и 30 души. Колибите за изпотяване са малки кръгли, от дървени рамки покрити с треви и пръст. Излишната храна се съхранява в специални ями или на дървени платформи. Трудът е разделен между половете. Жените събират растителни храни, грижат се за домакинството и децата, а мъжете ловуват, ловят риба и имат по-голям глас в политиката, дипломацията и военното дело.
Преди появата на коня селата им са политически автономни и водачи на групата могат да бъдат, както мъже така и жени. Има и специални лидери като военни вождове, вождове отговарящи за сьомгата и други, които ръководят хората в конкретна ситуация. Робството е разпространено само сред най-западните групи, възприето от крайбрежната култура и има наследствен характер.
Основни суровини са индианският коноп и папура. От изпредения индиански коноп се правят въжета, мрежи за риболов, кошници, шапки, дрехи и други необходими неща. Папура се използва за направата на рогозки. Инструменти са изработвани от камък, кост и дърво. Лъкът и стрелите са основни инструменти за лов и за война. Копието също се използва за двете.
Преди да се утвърди конната традиция, обикновено хората изработват дрехите си от треви, дървесна кора и кожи. Основно мъжко облекло е набедреника, а за жените препаски и ризи. През зимата мъжете слагат кожени гамаши, а жените такива, но от коноп. Използват накити изработени от черупки и животински кости. След въвеждането на коня повечето групи възприемат прерийният стил на обличане.
Религиозните им вярвания са центрирани около отношението между индивида и духовете – помощници. В пубертета момчетата и момичетата трябва да преминат през ритуала за „Търсене на видение“. В продължение на няколко дни (обикновено 4) те отиват на отдалечено усамотено място, където постят и се молят на духовете за помощ. По време на ритуала те влизат в контакт с дух в лицето на животно, растение, природно явление или физическа характеристика. Този дух става помощник на човека за цял живот. От него те получават песен и сила, които биват разкривани косвено едва след години. Шаманите и изтъкнатите вождове се надяват през живота си да се сдобият с повече от един силен дух – помощник.
Чуждото влияние в региона идва с появата на коня от юта след 1730 г. Използването на коня повлиява на живота на групите по много начини. Той дава на хората възможност да мигрират на по-големи разстояния и да транспортират по-голямо количество храна. Това от своя страна води до повишаване на политическата централизация и формирането на племенни структури. Въпреки че повечето групи, особено в Канада и горната част на Колумбийското плато запазват традиционния си начин на живот, други започват да ловуват бизони в Големите равнини и да приемат много аспекти от прерийната култура, включително военните набези.

## История
Историческият период за индианците от платото започва с експедицията на Луис и Кларк през 1804 – 1806 г. Но още преди тяхното идване населението на платото намалява значително (до 90% в някои случаи) от новите европейски заболявания. Търговията с кожи следва по петите Луис и Кларк, а след тях идват и мисионерите. Първоначално отношенията между индианците и белите са приятелски, но това се променя през 1840-те, когато хиляди заселници идват в региона. Опитите на заселниците да заграбят земята на индианците, а на мисионерите да променят религията и начина им на живот водят до избухването на множество конфликти. През 1847 г. каюсе нападат мисията Уайлатпу и убиват нейните основатели семейство Уитман и няколко други бели. Каюсе обвиняват мисионерите, че те са виновни за болестите, които носят смърт сред индианците. През 1855 г. някои Сахаптински групи отстъпват милиони акри земя в замяна на резервати. Между 1855 и 1858 г. якима и някои други повеждат отчаяна борба с американската армия и доброволци в опит да запазят земите си и да не бъдат затворени в резервати.
Британска Колумбия не създава племенни резервати в истинския смисъл, а създава десетки отделни малки резервати за всяка отделна група. Въпреки че това дава право на индианците да останат в родината си ги лишава от повечето им земя и разрушава цялостно социалната и политическа сплотеност на народите. Подобно на повечето северноамерикански индианци племената от платото виждат огромни трудности в края на 19 век и началото на 20 век. Някакво съживяване започва след 1960 г., когато племената започват да получават федерална подкрепа. Днес много от групите претърпяват културен и икономически възход, макар че като цяло бедността и социалните проблеми остават доста високи.

## Списък на коренните народи от Платото
- Вътрешни салиши
  - Ентиат
  - Калиспел /Пен д'Орей/ – Британска Колумбия, Айдахо, Монтана, Вашингтон
  - Колвил
  - Колумбия /Синкюс/
  - Кьор д'Ален /Шитсуумиш, Скитсуиш/ – Айдахо, Вашингтон, Монтана
  - Лейк /Синихт/ – Британска Колумбия
  - Лилует – Британска Колумбия
  - Метоу – Вашингтон
  - Неспелем
  - Оканоган – Британска Колумбия, Айдахо, Вашингтон
  - Сенпойл
  - Спокейн – Вашингтон, Айдахо, Монтана
  - Томпсън /Нтлакапамух/ – Вашингтон, Британска Колумбия
  - Уенатчи – Вашингтон
  - Фладхед /Битърууд Салиш, Салиш/ – Монтана
  - Челан – Вашингтон
  - Шусвап – Британска Колумбия
- Сахаптински народи
  - Кликитат – Вашингтон
  - Палус – Вашингтон, Айдахо
  - Тайднапам /Горни Каулиц/ – Вашингтон
  - Тенино /Уорм Спрингс/ – Орегон
  - Уала Уала – Орегон, Вашингтон
  - Уанапум – Вашингтон
  - Уаюкма
  - Уматила – Орегон
  - Якима – Вашингтон
- Каюсе – Орегон, Вашингтон
- Кламат – Орегон
- Кутенаи – Британска Колумбия, Айдахо, Монтана
- Модок – Калифорния
- Молала – Орегон
- Не Персе – Вашингтон, Орегон, Айдахо, Монтана
- Уаско
- Уишрам – Вашингтон